# РДС-1
РДС-1 («изделие 501», «объект 501», «изделие С-1», «взрывной вариант изделия», «первый вариант изделия», атомный заряд «1-200») — первая советская атомная бомба — имплозивного типа с плутонием. Мощность бомбы — 22 килотонны (длина 3,7 м, диаметр 1,5 м, масса 4,6 т). Испытание РДС-1 было первым ядерным испытанием СССР, первым испытанием на Семипалатинском испытательном полигоне; первым наземным ядерным взрывом СССР.

## История создания
Для реализации советского атомного проекта было принято решение идти путём приближения (путём почти полного копирования) к американским прототипам, работоспособность которых была уже доказана на практике. Научно-техническая информация об американских атомных бомбах была получена разведывательным путём.
Конструкция РДС-1 во многом опиралась на американского «Толстяка», из-за принятого принципиального решения максимально повторить американскую бомбу. Однако некоторые системы, такие как баллистический корпус и электронная начинка были собственной разработки. К лету 1949 года были решены и отработаны все вопросы, связанные с конструкцией РДС-1. Программа её испытаний была сформулирована в специальном постановлении Совета Министров СССР.
Первой атомной бомбе дали обозначение РДС-1. Это название произошло от правительственного постановления, где атомная бомба была зашифрована как «реактивный двигатель специальный», сокращённо РДС. Обозначение РДС-1 широко вошло в жизнь после испытания первой атомной бомбы и расшифровывалось по-разному: «Реактивный двигатель Сталина», «Россия делает сама» и т. п..
Постановление СМ СССР № 1286—525 от 21 июня 1946 года «О плане развёртывания работ КБ-11 при Лаборатории № 2 АН СССР» предусматривало:

«…1. а) создать … Реактивный двигатель С (сокращённо „РДС“) в двух вариантах — с применением тяжёлого топлива (вариант С-1) и с применением лёгкого топлива (вариант С-2)…»

18 октября 1945 года нарком госбезопасности В. Н. Меркулов направил Л. П. Берия сообщение о конструкции атомной бомбы США, составленное на основе агентурных материалов НКГБ СССР (материал подписан полковником НКГБ Л. Василевским). На основании этих агентурных материалов и создавалась РДС-1 как максимально приближенная копия конструкции американской атомной бомбы «Толстяк» (англ. Fat Man). По этим материалам атомная бомба представляет собой снаряд грушевидной формы с максимальным диаметром 127 см, длиной (со стабилизатором) 325 см и весом около 4500 кг. Бомба состоит из следующих составных частей:
- инициатора;
- активного материала;
- темпера;
- слоя алюминия;
- взрывчатого вещества;
- линзовой системы взрывчатого вещества;
- детонаторного устройства;
- дюралюминиевой оболочки;
- оболочки из бронированной стали;
- стабилизатора.

Все части бомбы, кроме стабилизатора, детонаторного устройства и наружной стальной оболочки, представляют собой полые шары, вставляющиеся друг в друга.
Инициатор типа «Урчин» представляет собой полоний-бериллиевую систему с радиусом 1 см. Общее количество полония составляло 50 Кюри. Поток нейтронов создается при воздействии удара, создаваемого взрывом ВВ бомбы на инициатор, в результате которого α-частицы полония взаимодействуют с ядрами бериллия.
Активным материалом бомбы является δ-фаза плутония с удельным весом 15,8 г/см3, изготовленная в виде полого шара, состоящего из двух половинок, которые затем спрессованы. Между полушариями имеется прокладка из рифленого золота толщиной 0,1 мм, которая предохраняет от проникновения к инициатору высокоскоростных струй, движущихся вдоль плоскости соединения полушарий активного материала, которые могут преждевременно привести инициатор в действие. В одном из полушарий имеется отверстие диаметром 25 мм, служащее для ввода инициатора в центр, которое закрывается после этого плутониевой пробкой. Внешний диаметр шара составляет 80-90 мм.
Темпер представляет собой полый шар из металлического урана с внешним диаметром 230 мм. В нём имеется отверстие для ввода активного материала внутрь, которое закрывается пробкой из металлического урана. Назначение темпера состоит в том, что он уменьшает количество активного материала, необходимого для изготовления атомной бомбы. Наружная граница темпера покрыта слоем бора, поглощающим тепловые нейтроны, идущие от радиоактивных веществ системы и могущие вызвать преждевременную детонацию.
Алюминиевая оболочка, окружающая темпер, представляет собой полый шар с наружным диаметром 460 мм, изготовленный из двух половинок, для соединения которых предусмотрены пазы и выступы. В одном из полушарий имеется отверстие для ввода активного материала, которое закрывается пробкой, изготовленной из алюминия. Назначение оболочки в равномерной передаче к центру бомбы удара, полученного в результате взрыва слоя ВВ.
За слоем алюминия располагается слой взрывчатого вещества, который образуется из 32 блоков специальной формы. Внутренняя, обращенная к центру, поверхность блоков сферическая с диаметром, равным диаметру алюминиевой оболочки.
В наружной поверхности блоков ВВ имеются специальные выемки, форма которых предусматривает помещение в них 20 линз гексагональной и 12 линз пентагональной формы. Каждая линза состоит из двух типов ВВ, одного — быстро взрывающегося и другого — медленно взрывающегося. При установке линз на месте быстро взрывающаяся часть соприкасается со слоем ВВ. Общий вес взрывчатого вещества около 2 тонн.
К каждой линзе подведен один детонатор, который для большей гарантии одновременного взрыва имеет два электрозапала.
Слой ВВ и линзы покрыты дюралюминиевой оболочкой, к которой крепится подрывное устройство массой 180 кг. Внутренний диаметр оболочки примерно 1400 мм, вес вместе с подрывным устройством около 700 кг.
Шар металлического урана помещается внутрь алюминиевого шара с соответствующим сопряжением отверстий. На наружную поверхность алюминия укладываются блоки ВВ с линзами, за исключением одного блока, расположенного над отверстием. Линзы укрепляются на дюралюминиевой оболочке, к которой также крепится подрывное устройство. В таком виде бомба готова для транспортировки. Поскольку плутоний и радиоактивное вещество инициатора самонагреваются до температуры, на 90°С превышающей температуру окружающей среды, то к месту окончательной сборки их перевозят в специальных охлаждаемых контейнерах. Далее, инициатор вставляется внутрь шара из плутония, который вставляется внутрь темпера. Пробки ставятся на место, накладывается последний блок ВВ и закрывается отверстие в наружных дюралюминиевой и стальной оболочках.
РДС-1 имела аналогичную конструкцию, максимально приближенную к конструкции американской атомной бомбы «Толстяк» (англ. Fat Man), но была сделана с учётом советских технологических возможностей.
Из опубликованных материалов известно, что атомный заряд бомбы РДС-1 представлял собой многослойную конструкцию, в которой перевод активного вещества — плутония в надкритическое состояние осуществлялся за счет его сжатия посредством сходящейся сферической детонационной волны во взрывчатом веществе.
В центре ядерного заряда размещался плутоний, конструктивно состоящий из двух полусферических деталей. Масса плутония была окончательно определена в июле 1949 года.
В полости плутониевого ядра в составной оболочке из природного урана устанавливался нейтронный запал. В течение 1947—1948 годов было рассмотрено около 20 различных предложений, касавшихся принципов действия, устройства и усовершенствования нейтронного запала.
Одним из наиболее сложных узлов первой атомной бомбы РДС-1 был заряд взрывчатого вещества из сплава тротила с гексогеном.
Выбор внешнего радиуса ВВ определялся, с одной стороны, необходимостью получения удовлетворительного энерговыделения, а с другой, — допустимыми внешними габаритами изделия и технологическими возможностями производства.
Первая атомная бомба разрабатывалась применительно к подвеске её в самолёте Ту-4, бомболюк которого обеспечивал возможность размещения изделия диаметром до 1500 мм. Исходя из этого габарита, и был определён диаметр баллистического корпуса бомбы РДС-1.
В РДС-1 заряд ВВ конструктивно представлял собой полый шар и состоял из двух слоев. Внутренний слой формировался из двух полусферических оснований, изготовленных из сплава тротила с гексогеном.
Внешний слой заряда ВВ РДС-1 собирался из отдельных элементов. Этот слой, предназначенный для формирования в ВВ сферической сходящейся детонационной волны и получивший название фокусирующей системы, был одним из основных функциональных узлов заряда, во многом определявшим его тактико-технические показатели.

## Испытания
Ответственность за всю организацию работ по подготовке испытаний РДС-1 возлагалась на Ю. Б. Харитона. Руководство испытаниями осуществлялось Государственной комиссией, которую возглавлял Первухин М. Г.
Испытания РДС-1 были проведены на Семипалатинском полигоне.
Успешное испытание первой советской атомной бомбы было проведено в 7:00 29 августа 1949 года на построенном полигоне в Семипалатинской области Казахской ССР. Факт проведения испытания засекретили, однако взрыв был зафиксирован американцами. 25 сентября 1949 года газета «Правда» опубликовала сообщение ТАСС «в связи с заявлением президента США Трумэна о проведении в СССР атомного взрыва»:

6 ноября 1947 года министр иностранных дел СССР В. М. Молотов сделал заявление относительно секрета атомной бомбы, сказав, что «этого секрета давно уже не существует». Это заявление означало, что Советский Союз уже открыл секрет атомного оружия, и он имеет в своём распоряжении это оружие. Научные круги Соединённых Штатов Америки приняли это заявление В. М. Молотова как блеф, считая, что русские могут овладеть атомным оружием не ранее 1952 года.

Официально о наличии у СССР собственного атомного оружия объявил заместитель Председателя Совета министров СССР Маршал Советского Союза Климент Ворошилов 8 марта 1950 года.

### Опытное поле
Полигон (УП-2 МО) располагался в прииртышской степи, в 170 км западнее Семипалатинска. Под него была отведена равнина диаметром примерно 20 км.
Опытное поле представляло собой круг радиусом 10 км и было разделено на 14 секторов:
- два фортификационных и физических;
- сектор гражданских сооружений и конструкций;
- сектор различных видов Вооружённых сил и родов войск, в котором на различном удалении от центра поля в открытом виде, а также в укрытии размещались образцы вооружения и военной техники;
- биологический сектор с подопытными животными.

В центре опытного поля была смонтирована металлическая решётчатая башня высотой 37,5 метров, с установленной на ней РДС-1.

### Последствия взрыва
Мощность бомбы составила более 20 кт. Металлическая 37-метровая башня, на которой была установлена бомба, была уничтожена полностью, на её месте образовалась воронка диаметром 3 м и глубиной 1,5 м, покрытая оплавленным стеклоподобным веществом, уровень радиации в центре составлял 0,5 Зв/с. Персоналу разрешалось находиться в 2 км от эпицентра не более 15 минут.
В 25 метрах от башни находилось здание из железобетонных конструкций, с мостовым краном в зале для установки плутониевого заряда в заряд из ВВ. Сооружение частично разрушилось, сама конструкция устояла.
Из 1538 подопытных животных (собак, овец, коз, свиней, кроликов, крыс) в результате взрыва погибло 345 (некоторые животные имитировали солдат в окопах).
Лёгкие повреждения получили танк Т-34 и полевая артиллерия в радиусе 500—550 м от центра, а на дальности до 1500 м все типы самолётов получили значительные повреждения.
На расстоянии километра от центра и далее через каждые 500 метров были установлены 10 легковых автомобилей, сгорели все 10 машин.
На расстоянии 800 м два жилых 3-этажных дома, построенные в 20 м друг от друга таким образом, что первый экранировал второй, были разрушены полностью, жилые щитовые и бревенчатые дома городского типа оказались разрушенными полностью в радиусе 5 км.
В основном, повреждения были получены от ударной волны. Железнодорожный (1000 м) и шоссейный мосты (1500 м) были искорёжены и отброшены от своего места на 20—30 м. Вагоны и автомашины, располагавшиеся на мостах, полуобгоревшие, были разбросаны по степи на расстоянии 50—80 м от места установки. Танки и пушки были перевёрнуты и искорёжены, животных унесло.

## Производство
3 марта 1949 года Совет Министров СССР принял Постановление от № 863-327сс/о о строительстве первого в СССР завода по промышленному производству ядерного оружия. Оно обязывало осуществить в 1949—1950 годах строительство в закрытой зоне (город Саров) на базе завода Наркомата сельскохозяйственного машиностроения № 550 сборочного завода в составе КБ-11 с производственной мощностью 20 единиц РДС в год.
Кроме атомной бомбы для испытания 29 августа 1949 года опытным производством КБ-11 к концу 1949 года были изготовлены ещё две бомбы типа РДС-1. В 1950 году было изготовлено ещё девять (при планировавшихся семи) атомных бомб. В январе-феврале 1951 года было изготовлено ещё четыре атомные бомбы. К 1 марта 1951 года Советский Союз располагал 15 плутониевыми ядерными бомбами типа РДС-1.
Хранение бомб производилось на территории завода № 550 в специально возведённом подземном железобетонном складе-хранилище. Бомбы хранились в разобранном состоянии, комплектующие узлы и детали находились также в железобетонных полуподземных (засыпанных землёй) хранилищах. Все хранилища находились под охраной войск МГБ.
В особый период эти боеприпасы могли быть вновь собраны, транспортированы, приведены в высшую (боевую) степень готовности и переданы в соответствующую войсковую часть боевого применения. Окончательная подготовка этих «изделий» (атомных бомб) к боевому применению возлагалась на сборочную бригаду КБ-11. Задачи по доставке атомных бомб к цели и бомбометанию возлагались на ВВС Советской Армии.
К концу 1951 года опытным производством и серийным заводом № 551 в составе КБ-11 (завод № 3 КБ-11), вступившим в действие во втором полугодии 1951 года, было изготовлено 29 атомных бомб РДС-1, в том числе, первые три атомные бомбы серийного изготовления, укомплектованные ядерными зарядами, созданными на опытном производстве КБ-11. Общее количество достигло 29 атомных бомб типа РДС-1; из них 2 штуки изготовлены в 1949 году, 9 — в 1950 году, 18 — в 1951 году.